# Campeonato Paraguayo de Fútbol 1920
El Campeonato Paraguayo de Fútbol de 1920 fue la decimocuarta edición del principal torneo de fútbol de Paraguay.
El campeón del torneo fue el Club Libertad quienes obtuvieron su tercer campeonato en la primera categoría.

## Desarrollo
|  | Campeón.    |
|  | Descendido. |

| Equipo                |
| --------------------- |
| Club Libertad         |
| Club Olimpia          |
| Club Cerro Porteño    |
| Atlántida Sport Club  |
| Club Sol de América   |
| Club Nacional         |
| Club Presidente Hayes |
| Club Guaraní          |
| Club River Plate      |
| Sastre Sports         |

| Bandera de Paraguay   |
| Campeón Club Libertad |
| Tercer título         |